# Otilia Lux de Cotí
Otilia Lux de Cotí és una líder política i social de Guatemala. Pertany a l'ètnia maia quitxé i és llicenciada en administració educativa. De 1983 a 1999 treballà en projectes educatius per a l'Agència Internacional de Desenvolupament (ADI). De 1997 a 1999 fou membre de la Comisión para el Esclarecimiento Histórico encarregada d'investigar les violacions dels drets humans durant la guerra civil a Guatemala. De 2000 a 2004 fou nomenada ministra de cultura i esports en el govern del President Alfonso Portillo. També ha estat membre de Fòrum Permanent per les Qüestions Indígenes de l'ONU a les Nacions Unides, i de 2004 a 2007 fou membre del comitè executiu de la UNESCO.
A les eleccions generals guatemalenques de 9 de setembre de 2007 fou elegida diputada del Congrés de Guatemala perquè les llistes del partit Encuentro por Guatemala. El 2012 fou nomenada secretària del Fòrum Internacional de Dones Indígenes (FIMI-IIWF)
Ha rebut entre altres guardons el Premi Bartolomé de las Casas (Espanya), la Legió d'Honor (França) i el premi Francisco Marroquin de Guatemala.